# 学内神社
学内神社（がくないじんじゃ）は、日本の大学をはじめとした教育機関構内に設置された神社である。一部の大学をはじめとした教育機関には、大学や当該教育機関の鎮守等を目的として、敷地内に神社が創建されている場合がある。戦前になくなってしまったものから、戦後の今日まで残っているものまで様々である。

## 現存する学内神社

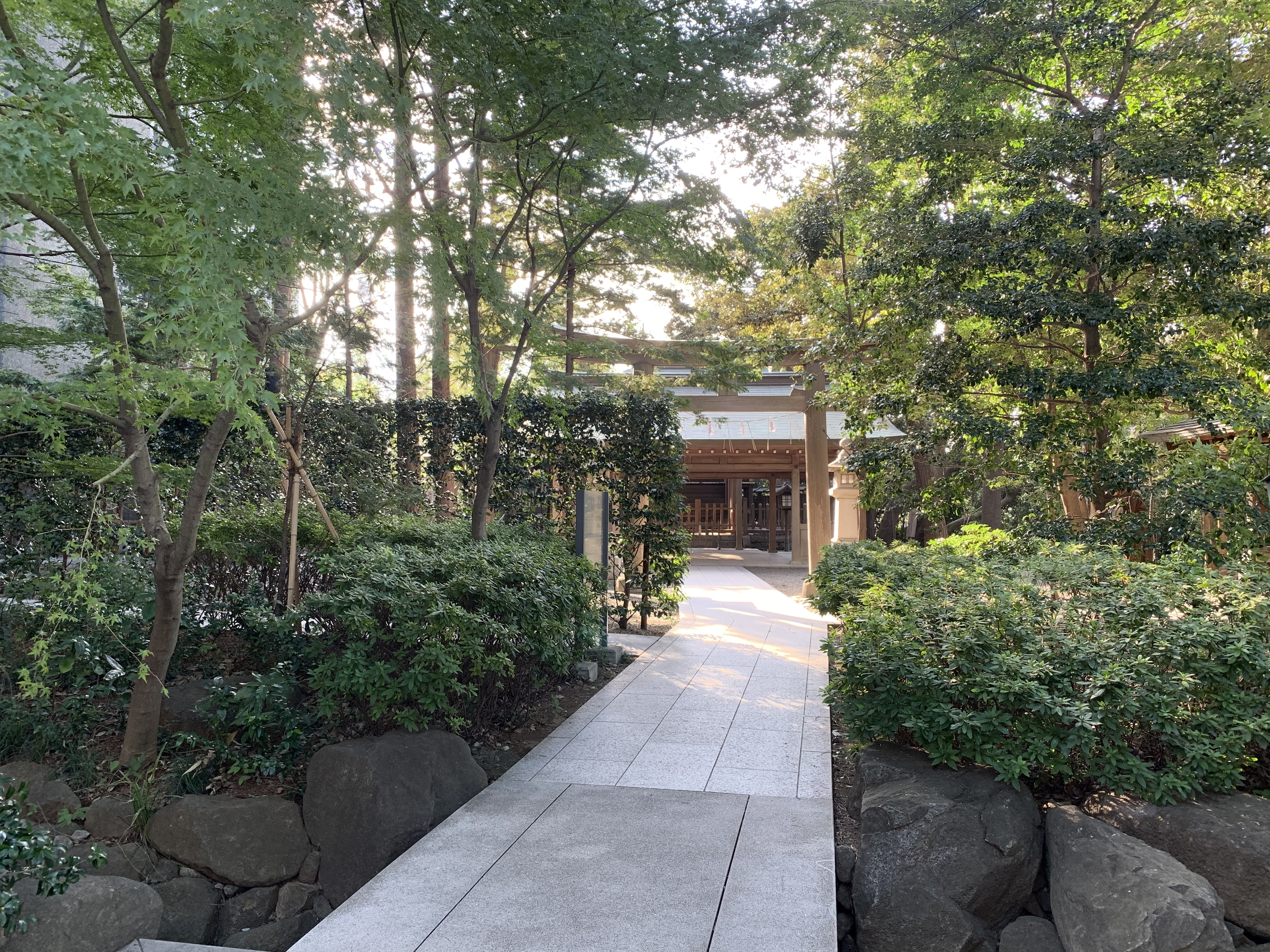
國學院大學神殿

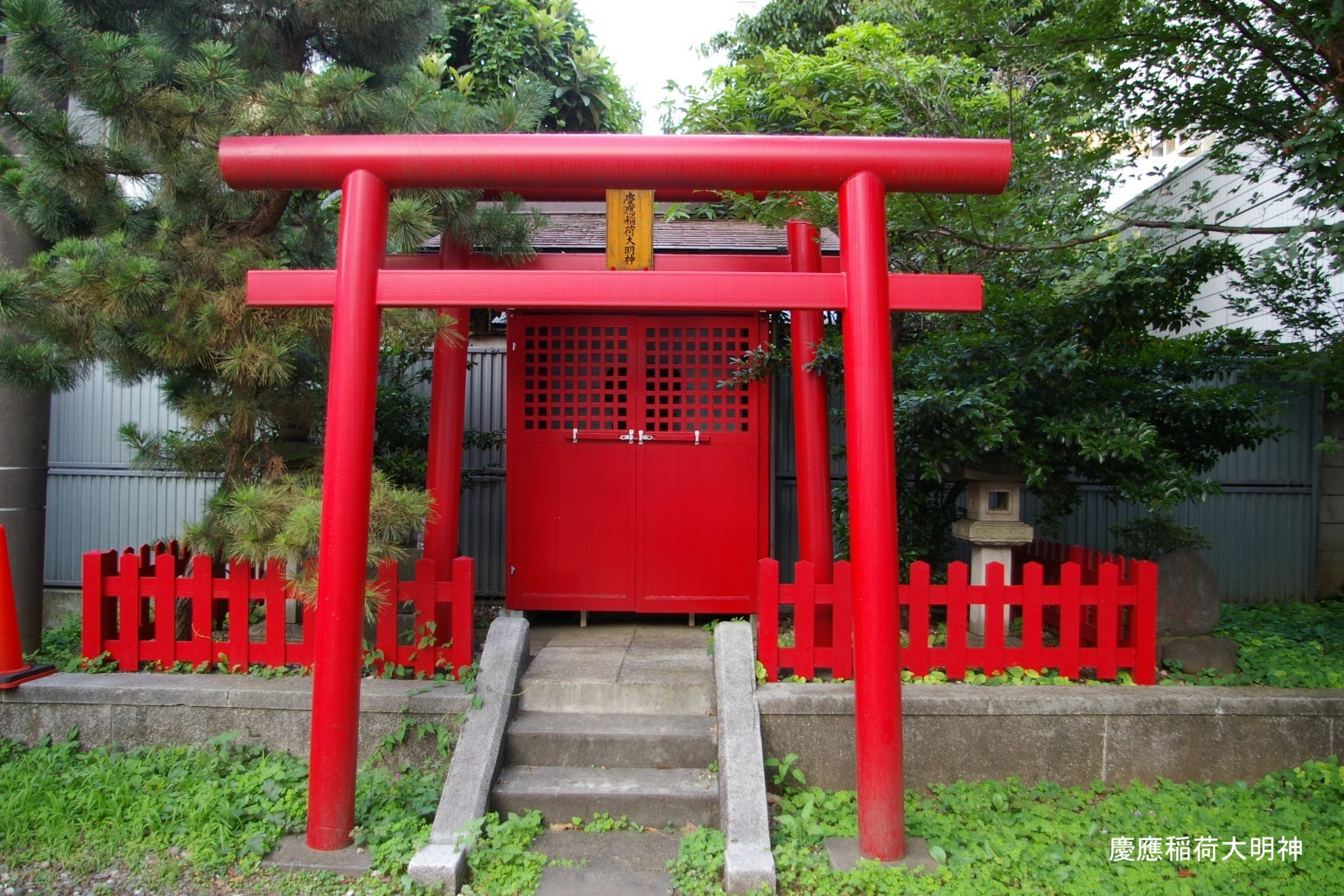
慶應稲荷大明神

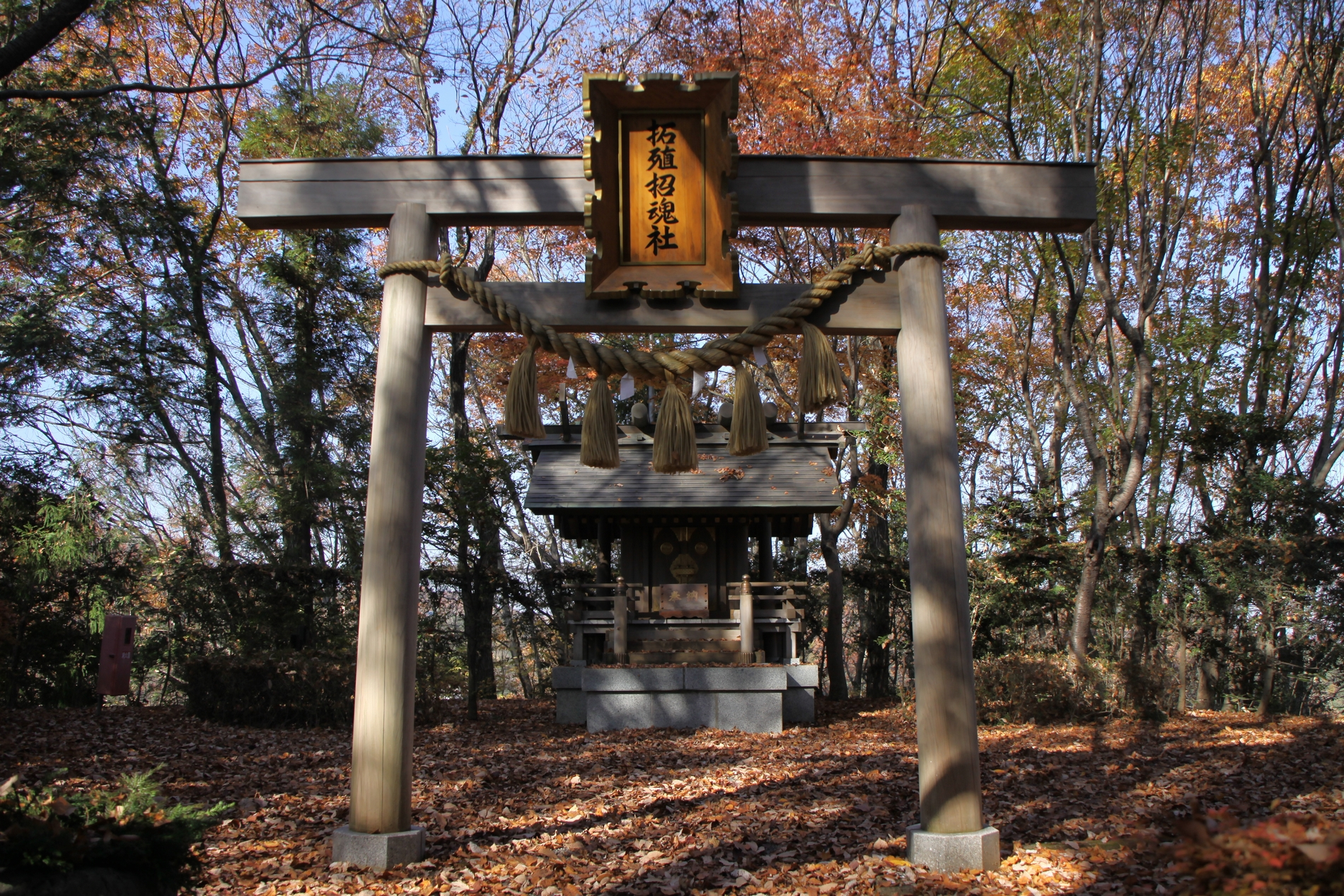
拓殖招魂社

國學院大學神殿（國學院大學渋谷キャンパス内）
國學院大學は神道文化学部（神職養成機関）のある大学である。1923年に創建が発起されるが、関東大震災での被災などで建設は遅れ、1930年に竣工して御鎮座奉祝祭を挙行。主祭神は天照皇大神で、天神地祇八百萬神を合祀。大学の鎮守と位置付けられている。行われる祭典は、入学式の際の入学奉告祭、卒業式の際の卒業奉告祭を始め、天皇誕生日（天長節）の日に行われる天長祭等、大学等の節目毎に積極的に祭典が執り行われる。尚、同大学たまプラーザキャンパスに学内神社は存在しない。
慶應稲荷大明神（慶應義塾大学信濃町キャンパス内）
1933年に建立された。1920年、慶應義塾大学は信濃町に慶應義塾大学病院を開いたが、その直後に大学医学部の幹部が次々と死去したほか、当直担当の職員が睡眠中に神獣が何かを訴えかけてくる夢を見るという異変が起こった。大学関係者が浅草のとある占い師にこのことを相談した結果、大学敷地内にあった池には世に出たがっている神がおり、祠にまつることで事態が解決するという宣託を受け、その通りにしたところ怪異が収まったという由来が伝わる。なお、手水鉢には嘉永5年（1852年）の年紀があり、江戸時代の信濃町にあったいずれかの屋敷の社で使われていたものと推測されている。参拝者は受験生や病院の入院患者など。
拓殖招魂社（拓殖大学八王子国際キャンパス内）
戦前期に茗荷谷学舎において創建。第二次世界大戦後に撤去された際、神社の扁額が学生によって持ち出される。1976年に総長室に扁額を奉安。1980年に八王子国際キャンパスに社殿を創建。毎年4月に春季例大祭、11月に秋季例大祭が、理事長以下大学関係者が参加して神職を呼び行われる。招魂社という名称からしても、祀られている御英霊（御祭神）のことを考えても、拓殖大学の護国神社という性質を持つといってよい。現在、戦前招魂社が創建された文京キャンパスに学内神社は存在しない。
豊受大神宮（東京農業大学）
「実学主義」のもと創設以来動植物すべてに関わる「農」を中心として追究・発展し続けてきた東京農業大学において、収穫祭でその年の収穫の喜びを皆で分かち合うとき、先達たちが豊作の神である豊受大御神に奉献し、祈り捧げてきたことを現在まで継承している。古くから仮設神殿を造営して、収穫祭の開会式に先立って豊受大神宮奉献式を執り行ってきた。1956年には新設された１号館屋上に校友会三重県支部が奉納した本格的な社殿が造営された。
興亜神社（亜細亜大学武蔵野キャンパス）
1943年創建。同大学は「興亜専門学校」として1941年に設立されたが、同大学から東南アジアに派遣された学生の死者を祀るべく創建したもの。戦没校友97人を祀る。秋の大学祭の時期に例祭も行われる。戦没校友を祀っている関係上、神社名には表れていないものの、護国神社及び招魂社的性質を持つと考えてよい。
合格神社（東京理科大学野田キャンパス内）
1979年に祀られる。天保年間、地元の深井村の有力者が「山神宮」という神祠を建てた、神祠が衰退した後も付近にあった桜の木が「神様の木」と呼ばれていた。当地が大学キャンパスとして買収された際にも地主から「神様の木」を切らないよう念押しされたと言われる。樹勢が衰えたために回復作業を行っていたところ、山神社創建時に立てられた古碑（「山神宮碑」）が発見されたため、小さな祠を建てて安置された。大学構内の整備に伴い移転・新築が行われ、1991年には野田市内の愛宕神社の宮司を招いて遷座式が挙行された。名称は、神楽坂キャンパスにあった「落第神社」（後述）を踏まえ、大学が正式に社号として命名している。
日本工業大学天満宮（日本工業大学埼玉キャンパス内）
1966年にキャンパスを造成中、安政年間に地元の粂原村の領主が設立した「天満宮」の石祠が出土した。大学は学問の神である天神（菅原道真）の石祠の出土を瑞事とし、石祠を神体とする神社創建を決定。社殿が創建され、1976年に遷座式が挙行された。大学の守護神と位置付けられ、例祭を挙行している。学内行事「勧学祭」（もとは夏祭り・盆踊り大会）には神輿が出る。地元住民の参加もあるという。
武蔵野神社・武蔵野稲荷神社（武蔵野学院大学内）
埼玉県狭山市の武蔵野学院大学の敷地内に所在する神社で、「武蔵野学院の守り神」とされる。昭和初期、武蔵野学院が取得した土地（狭山市入間川）に設けた林間学校施設に勧請した伊勢神宮・稲荷神社がルーツとなっている（勧請したのは伊勢神宮のみで、移転時に「隣接していたお稲荷さん」もともに大学内に移したともいう）。林間学校施設は1960年代に箱根に移転しており、土地（「武蔵野学院狭山の杜」）は学院所有の自然観察園として使用されている。5月に例大祭があり、川越氷川神社から神職が招聘されている。学院理事長である高橋暢雄は「多様なものを受け止めるという趣旨からも、特定の宗教に肩入れする意味ではなく、日本古来の文化の具現化であるお宮を守り続けて行きたいと念願しております」と述べている。
学院神社（浪速高等学校・浪速中学校内）
大阪府大阪市住吉区の浪速高等学校・浪速中学校に所在する神社で、神社神道を精神と教育の基盤に置いている学校である。学園創立者は皇典講究所大阪分所の後身である財団法人大阪國學院である。当該神社は昭和14年に創建、その後昭和20年にGHQの神道指令により撤去。占領軍が去った後の昭和28年に再建された。神社の構成としては、本殿と祖霊殿の2殿構成となっている。本殿は、天照大御神と豊受大御神、大阪府下の全ての神社に祀られている神々を祀っている。祖霊殿には、本校に関係された方々の御霊を奉安する。春季及び秋季の例祭を始め、毎月の登校初日の一斉参拝等の行事が執り行われている。その他にも、神社神道に関する座学や、その実践の場としての実際の神社での奉仕など、神社神道教育が全学を通じて行われる。他の神社神道系高等学校・中学校（國學院高等学校や皇學館高等学校･中学校等）の中で、学内に神社を持つ唯一の高等学校・中学校である。
金住稲荷社（中央大学多摩キャンパス内）
東京都八王子市にある中央大学多摩キャンパス内に所在する神社で「金住」の読み方は「こんじん」である。祭神は荼枳尼天。1979年に下柚木の永林寺住職によって入魂された祠で、江戸時代にこの地にあった金住院の名にちなんで名付けられた。毎年二月初午日に学長以下参列のもと例祭が行われ、1基ずつ鳥居を奉納している。1号館の裏山にある。
権現神社（福山大学本学キャンパス内）
広島県福山市にある本学キャンパス内に所在する神社で、キャンパスが出来る前からその地の守り神として鎮座していたようである。1年に1度神職を呼び祭典が挙行される。延江地区の有志の崇敬者が手入れをしている。御神体は、大日如来と推定されている。
なお、神戸女学院大学のキャンパス内部にも神社が所在するが、この神社は大学の移転前から所在した廣田神社の境外社であり、キリスト教主義学校である大学が設置したものではない。

## 現存しない学内神社
名張学舎神明宮（皇學館大学名張学舎内 ※当該学舎自体が現存せず）
1998年、名張学舎の竣工時、名張学舎の鎮守として、本部研究棟屋上に創建（創建当初の名称は「神明社」）。2004年に大学会館東側に移転。その際に、「名張学舎神明宮」と名称が改められる。例祭も文学部助手の手によって恒例的に行われ、祝詞も奏上されていた。
学生数減少などに伴う名張学舎撤退・伊勢学舎への統合に伴い、2011年に「名張学舎神明宮遷座祭」をおこない廃される。遷座先は、名張学舎のあった同市内に鎮座する美波多神社の境内社三柱神社として遷座され今に至る。なお、大学本部の伊勢学舎には学内神社が存在しない。よって、現在の皇學館大学には学内神社は存在しない。
国士神社（国士舘大学世田谷キャンパス内）
1922年に創建。国士舘の創立にあたって大きな影響を与えた先人たちの霊を祀っていた。国士舘大学は吉田松陰の精神を範とすべく設立した大学で、松陰神社との関係も深かった。1945年5月、空襲により焼失。戦後は「独自の校風」がGHQから警戒されたこともあり、再建はなされていない。
落第神社（東京理科大学神楽坂キャンパス内）
「落第神社」は俗称。1937年に建設された東京物理学校（当時の名称）旧1号館の屋上には教育勅語奉安殿があり、進級試験の厳しいことで知られたこの大学において、学生たちが合格祈願を行った（にもかかわらず多くの落第者が出た）ことからこのように呼ばれた。1978年より旧1号館は解体。
白翁稲荷大明神神社（信州大学松本キャンパス医学部敷地内）
江戸時代、当地の住民が京都の伏見稲荷大社から分霊を勧請したもので、近代には当地を駐屯地とした大日本帝国陸軍歩兵第50連隊に隊内神社として祀られた。戦後、連隊跡地には松本医学専門学校（現在の信州大学医学部）が移転して来た。1946年にGHQの指示で一旦学外に出されたものの、1956年に出入り業者らが作る団体の呼びかけにより旧地に戻され、神社の運営はこの団体が当たっていたという。神主を招聘して例祭も行われていた。後述の訴訟を起こした藤原英夫によれば、この団体は1956年に佐藤武雄元学長が主導して事実上の神社宗教団体として設立したもので、医学部の施設担当部局が登記上存在しないはずの神社施設の鍵を団体から「預かる」など、神社の存在の違憲性を認識して「隠蔽」を施した上で大学組織が実質的に祭礼や管理に関わっていたという。国有地である国立大学構内に神社が祀られていることについて、2003年に政教分離の精神に照らして学外移転を求める訴訟が起こされ、2004年に違憲判決が出された。2007年、神社は学外（長野縣護國神社の旧五十連隊記念碑の隣）に移転されている。
香雪神社（実践女子学園中学校・高等学校校内）
学園の創設者であり校長であった下田歌子を祀っていた。神社創建は1937年。現在は校内桃夭館2階の香雪記念室にある神棚に奉斎されている。1年に1度下田歌子の命日に神饌を供え、中学校・高等学校の生徒会生徒が生徒を代表して参拝を行う。